# Le Bal des maudits (roman)
The Young Lions
Le Bal des maudits (titre original : The Young Lions) est un roman américain d'Irwin Shaw (1913-1984).
Il est publié aux États-Unis en octobre 1948 chez Random House alors que son auteur a 35 ans.
Il est publié en France en 1949 aux Presses de la Cité, dans une traduction de Gilles-Maurice Dumoulin. Une version de poche paraît en deux volumes en 1965 dans la collection Presses Pocket.

## Résumé
La Seconde Guerre mondiale vue à travers l'itinéraire de trois jeunes hommes, Michael, un Américain insouciant, Noah, un Juif américain, et Christian, un Autrichien nazi, dont les destins vont finir par se croiser tragiquement. 

## Adaptation au cinéma
Il est adapté au cinéma sous le même titre par Edward Dmytryk, avec Marlon Brando, Montgomery Clift et Dean Martin. Le film sort le 2 avril 1958 aux États-Unis et en France.

## Accueil critique
« Si l'ouvrage d'Irving Shaw se lit sans déplaisir, il ne me paraît pas devoir rester comme un sommet de la littérature de guerre. L'auteur brasse les événements, mêle les intrigues, fait surgir une foule de personnages, mais de ce tumulte et de ce grouillement nous ne gardons en définitive qu'un souvenir assez pâle », Jean de Baroncelli, Le Monde, 8 avril 1958